# Österreichischer Klimaschutzpreis
Der Österreichische Klimaschutzpreis war eine Auszeichnung, die von 2008 bis 2017 jährlich vom Umweltministerium (Bundesministerium für Klimaschutz, Umwelt, Energie, Mobilität, Innovation und Technologie) und vom ORF vergeben wurde, um den Klimaschutz als Wirtschaftsfaktor weiter voranzutreiben und die besten Ideen für den Klimaschutz auszuzeichnen. Die Gewinner wurden vom Umweltminister und ORF-Generaldirektor mit der Klimaschutzpreis-Statuette ausgezeichnet. In den zehn Jahren wurden fast 3.000 Projekte eingereicht und aus diesen 186 Projekte nominiert und der Öffentlichkeit vorgestellt. Die Preisverleihung wurde von 2008 bis 2016 von Claudia Reiterer moderiert, 2017 wurde die Moderation von Christa Kummer übernommen.
Bis zum Jahr 2007 wurde ein Klimaschutzpreis von der Österreichischen Hagelversicherung vergeben.

## Vier Kategorien
- Die Kategorie Betriebe richtete sich an Einzel-, Klein- und Mittelunternehmen, die umfassende Maßnahmen zur Energieeinsparung und dem Einsatz Erneuerbare Energien setzen.
- Privatpersonen, Initiativen oder Vereine sowie Vertreter aus Kunst & Kultur konnten ihre innovativen und kreativen Projekte in der Kategorie Tägliches Leben einreichen.
- Besonders zukunftsweisende Initiativen und Projekte auf Gemeinde-, Bezirk- und regionaler Ebene konnten in der Kategorie Gemeinden & Regionen eingebracht werden.
- In der Kategorie Landwirtschaft wurden land- und forstwirtschaftliche Betriebe – vom bäuerlichen Familienbetrieb bis hin zu Verbänden – eingeladen, klimaschützende Projekte und Aktionen einzureichen.

## Auswahl der Preisträger
Die Fachjury setzte sich aus Vertretern des Umweltministeriums, des ORF, der Wissenschaft, einer NGO, eines Bundeslandes und eines Vorjahressiegers zusammen und wurde von Experten der Klimaschutzinitiative klimaaktiv unterstützt. Sie nominierte die 16 besten Projekte für den Österreichischen Klimaschutzpreis, die in der ORF-Sendung heute konkret und auf der Klimaschutzpreis-Homepage präsentiert wurden. Für jede der vier Kategorien gab es anschließend eine Publikumsabstimmung, online, per Telefon und auf der klimaaktiv-Facebookseite. Entscheidend für die Auswahl der Preisträger war die höchste Punktzahl aus Jury- und Zuseher-Bewertung.

## Preisträger

### 2008
Als „Tischlerei mit solarem Durchblick“ bezeichnet Firmeneigentümer Gerold Gusenbauer sein Unternehmen in Tragwein / Oberösterreich. Mit der Spezialisierung auf Niedrigenergie- und Passivhäuser konnte die Tischlerei in ein stark wachsendes Marktsegment einsteigen, ein im Unternehmen entwickeltes Fenster mit Passivhausstandard sorgt für technologischen Vorsprung. Der Sieger in der Kategorie Gewerbe & Industrie gewinnt einen wesentlichen Teil der für den eigenen Betrieb benötigten Energie aus der Sonne: mit Photovoltaik- und Solaranlagen.
In Vorarlberg sorgt die ATRIUM Warger & Fink GmbH mit ihrem Projekt “Wir machen mit ...” für nachhaltigen Klimaschutz. Ihre Leistungen reichen von der Liegenschafts- und Hausverwaltung bis hin zu Bauträger- und Architekturprojekten, die Bilanz: Rund 82 Tonnen CO2-Einsparung im Jahr zeigen, dass auch viele kleine Maßnahmen Wesentliches bewirken können – dies war ausschlaggebend für den Sieg in der Kategorie Dienstleistung & Tourismus.
Die Familie Pieringer-Zimmel aus dem niederösterreichischen St. Andrä-Wördern war ein Paradebeispiel für nachhaltigen Lebensstil und gewann in der Kategorie Alltag & Motivation. Ihr Passivhaus verfügte über eine Solaranlage für Warmwasser und Heizung sowie eine Photovoltaikanlage zur Stromgewinnung und eine Regenwassersammlung für WC, Waschmaschine und Garten.
In der Kategorie Ideen & Innovation hat die oberösterreichische Fronius International mit einem Wasserstoffantrieb für Flurförderfahrzeuge das Rennen für sich entschieden. Sie hat die  Energieversorgung z. B. von Hubstaplern von Batterie auf Brennstoffzellenantrieb umgerüstet. Der Treibstoff Wasserstoff konnte mittels Solarstrom und Elektrolyse emissionsfrei erzeugt werden. Die Innovation wurde im eigenen Betrieb getestet und stand vor der Markteinführung.

### 2009
Die Eine Welt Handel AG gewann in der Kategorie Handwerk & Gewerbe mit einem neuen Logistikzentrum im steirischen Niklasdorf – es war mit einer Lagerfläche von 2.200 m² und einer Bürofläche von 600 m² das erste gewerbliche Holz-Passivhaus Europas.
In der Kategorie Ideen & Innovation setzte sich ein soziales Konzept durch: Das Reparatur- und Service-Zentrum plante ein Projekt zur Energieberatung für sozial Schwächere in Wien.
Klimafreundliches Einkaufen erleichtert die Hofer KG mit ihren „Zurück zum Ursprung“-Produkten. Sie sind mit einem CO2-Fußabdruck gekennzeichnet, der die Einsparungen bei der Produktion des jeweiligen Lebensmittels gegenüber einem herkömmlichen Produkt zeigt. Dieses Projekt überzeugte in der Kategorie Industrie & Großbetriebe.
Zahlreiche ehrenamtliche Helfer haben mitgeholfen, das Pfarrheim Mauthausen in ein modernes Passivhaus zu verwandeln. Getreu dem Pfarr-Grundsatz „Nachhaltig leben“ wurden die besten Lösungen gesucht und in mehr als 6.000 Stunden freiwilliger Arbeit umgesetzt, ein Siegerprojekt in der Kategorie Alltag & Leben.

### 2010
Eine Möbelbeschichtung von der Firma impress decor GmbH, aus Zucker hergestellt, wurde als Ersatz für Melaminbeschichtungen, das eine energieintensive Herstellung erfordert, in der Kategorie Industrie & Großbetriebe ausgezeichnet.
Die Strom-Boje der Firma Aqua Libre war Sieger in der Kategorie Alltag & Ideen. Die Boje erzeugt Strom im Fließwasser, ohne dabei erforderliche Staumaßnahmen des Flusses.
In der Kategorie Landwirtschaft & Gewerbe gewann das Boutique-Hotel Stadthalle in Wien als Null-Energie-Bilanz-Hotel mitten im Stadtbereich und dürfte mit diesen Eigenschaften weltweit das erste sein.
In der Kategorie Regionen & öffentlicher Raum gewann ein Projekt von 17 Gemeinden in der Region Weiz-Gleisdorf, bei dem durch eine Vielzahl von Einzelprojekten die Treibhausgas um 25 % innerhalb von fünf Jahren verringern konnten. Diese Kleinprojekte reichten von Gebäudemodernisierungen bis Solar- und Photovoltaikanlagen oder Biomassenutzung.

### 2011
- Kategorie Alltag & Ideen: Photovoltaik – Eisdiele, eingereicht von: HTBLA Weiz, Helfried Tuisel
- Kategorie Landwirtschaft & Gewerbe: Wo Sinn und Freude wächst, eingereicht von der Sonnentor Kräuterhandelsgesellschaft
- Kategorie Industrie & Großbetriebe: Griffen Green – Energieautarkie ist möglich, eingereicht von der GriffnerHaus AG
- Kategorie Öffentliche Einrichtungen & Regionen: Bergladen Vorderstoder, eingereicht vom Verein Pro Vorderstoder[4]

### 2012
- Kategorie Klimaschutz im Alltag: Begehbarer ökologischer Fußabdruck im Nationalpark Gesäuse, eingereicht von der Nationalpark Gesäuse GmbH
- Kategorie Klimaschutz in der Landwirtschaft: Bio-Heu-Region Trumer Seenland, eingereicht von Verein Bio-Heu-Region Trumer Seenland
- Kategorie Klimaschutz in Betrieben: Compuritas Hardware-Vergabeprogramm, eingereicht von Compuritas[5]
- Kategorie Klimaschutz durch Innovation: Entwicklung und Errichtung einer Pflanzenkohleproduktion, eingereicht von der Sonnenerde – Gerald Dunst Kulturerden GmbH[6]

### 2013
- Höhere Lehranstalt für Umwelt und Wirtschaft Yspertal: Kategorie Klimaschutz im Alltag: Nachhaltige Ausbildung HLUW Yspertal
- Kategorie Landwirtschaft: Wimegg, der Morgenhof – Land- und Energiewirtschaft von morgen, eingereicht von Annemarie und Herbert Hochwallner
- Kategorie Betriebe: Passive house for active students!, eingereicht von der OeAD-WohnraumverwaltungsGmbH
- Kategorie Klimaschutz durch Innovation: Fassadendämmung aus österreichischem Hanf, eingereicht von der NAPORO Klima Dämmstoff GmbH

Insgesamt wurden 230 Projekte eingereicht, davon wurden 16 von einer Fachjury nominiert und vier Siegerprojekte von 57.000 Österreichern ausgewählt.

### 2014
- Kategorie Tägliches Leben: Sonnenwelt Großschönau
- Kategorie Landwirtschaft: Projekt Nutze die Kraft der Natur
- Kategorie Betriebe: Bioenergie Aichfeld GmbH
- Kategorie Gemeinden & Regionen: Stadtgemeinde Weiz – Wir leben Energie

Insgesamt wurden 255 Projekte eingereicht, davon wurden 16 von einer Fachjury nominiert und vier Siegerprojekte von 83.121 Österreichern ausgewählt.

### 2015
- Kategorie Tägliches Leben: Projekt energie-führerschein, eingereicht von die umweltberatung Wien und den Wiener Volkshochschulen
- Kategorie Landwirtschaft: Mandl´s Ziegenkäse (Niederösterreich)
- Kategorie Betriebe: Ringana GmbH (Steiermark)
- Kategorie Gemeinden & Regionen: Gemeinde Seeham – Seeham auf dem Weg zum zertifizierten Biodorf
- Sonderpreis Unternehmen Energiewende: WEB Windenergie AG aus Pfaffenschlag, Niederösterreich

Insgesamt wurden 172 Projekte eingereicht, davon wurden 16 von einer Fachjury nominiert und vier Siegerprojekte von 48.000 Österreichern ausgewählt.

### 2016
- Kategorie Tägliches Leben: oekostrom AG mit dem Mini-Kraftwerk „simon“
- Kategorie Landwirtschaft: Norbert Hackl mit dem Labonca Biohof (Burgau)[10]
- Kategorie Betriebe: VBV – Vorsorgekasse
- Kategorie Gemeinden & Regionen: Lösshof (Großriedenthal)
- Kategorie Unternehmen Energiewende: Hali Betriebs GmbH (Eferding)

Insgesamt wurden 173 Projekte eingereicht, davon wurden 16 von einer Fachjury nominiert und vier Siegerprojekte von 33.000 Österreichern ausgewählt.

### 2017
- Kategorie Tägliches Leben: Beatrix Altendorfer und Andrea Breithuber aus Graz mit der „Info-Website Nachhaltig in Graz“
- Kategorie Landwirtschaft: Vetterhof KG aus Lustenau mit dem Projekt „Vetterhof-Gemüsekiste“
- Kategorie Betriebe: Waldviertler Werkstätten GmbH mit Heini Staudinger aus Schrems (Niederösterreich) mit dem Projekt „Die Zukunft beginnt jetzt! – 15 Jahre Sonnen-Gut-Scheine“
- Kategorie Gemeinden & Regionen: Marktgemeinde Krummnußbaum mit dem Projekt „Klimafreundliche Siedlungsentwicklung“
- Kategorie Unternehmen Energiewende: Kreisel Electric GmbH aus Rainbach im Mühlkreis mit dem Projekt „Bessere Akkus für saubere Mobilität“

Insgesamt wurden 173 Projekte eingereicht, daraus wurden von einer Fachjury eine Vorauswahl getroffen und die Siegerprojekte von 25.700 Österreichern ausgewählt.

## Klimaschutzpreis Junior
Seit 2012 wird zusätzlich auch der Klimaschutzpreis Junior vergeben. Eingereicht werden können aktuelle Projekte des laufenden Schuljahres der 3. bis 8. Schulstufe. Eine Jury wählt aus den eingereichten Projekte vier Projekte aus welche dem Publikum zur Abstimmung vorgestellt werden.
- 2012: Volksschule Kirchham (Oberösterreich): WetterChecker – KlimaRetter[13]
- 2013: NMS1-HS1 Feldkirchen (Kärnten): heimliche Stromfresser[14]
- 2014: Neue Mittelschule Mooskirchen (Steiermark): Klimaschutz geht uns alle an[15][16]
- 2015: Neue Mittelschule Eberstalzell (Oberösterreich): Sulitracker & Sunnschissl
- 2016: Neue Mittelschule Weißenbach an der Enns (Steiermark): Solarhaus im Schulhof
- 2017: Neue Mittelschule Neukirchen an der Vöckla (Oberösterreich): Energie sparen – Frieden bewahren[17]
- 2018: Volksschule Baden-Weikersdorf, BG/BRG Baden Biondekgasse und HLA Baden (Niederösterreich): Mahlzeit – Wir kochen für ein gutes Klima[18]